# Los príncipes del Antigua Corte
Los príncipes del Antigua Corte (en rumano Craii de Curtea-Veche) es una novela del rumano Mateiu Caragiale. Fue publicada en 1929, luego de unas dos décadas de trabajo, y constituyó el único trabajo importante del autor.

## Argumento
Ambientada en Bucarest alrededor de 1910 y escrita en primera persona, la novela describe las vidas de Pasadia y Pantazi, ricos y educados descendientes de  boyardos, quienes son a menudo visitados por el narrador, que admira a Pasadia y se siente fascinado por Pantazi.
La existencia misteriosa de ambos se revela a través de conversaciones y episodios de banquete, que tienden a acabar en borracheras de champaña y fiestas desenfrenadas. Los personajes están versados en los modales occidentales y la refinada cultura de los salones literarios, pero también gustan de sumergirse en la atmósfera sórdida de los burdeles.
Sus destinos se cruzan con el de Gorica Pîrgu, un hombre ruin que busca ascender en la escala social. Pirgu muestra una combinación de venalidad, depravación y discursos grandilocuentes y a menudo demagógicos, como símbolo de lo "balcánico" de la identidad rumana. Consigue vender a Ilinca, una muchacha de una familia noble empobrecida, al libertino Pasadia, pero este es desafiado por Pantazi, quien se compromete en matrimonio con Ilinca para salvar el honor de su familia. Sin embargo, no hay un final feliz, porque la joven contrae escarlatina y muere, mientras la vida de Pasadia termina por un ataque al corazón durante una de sus aventuras sexuales. La última parte de la novela se relaciona con el inicio de la Primera Guerra Mundial y los drásticos cambios que acarreó para la sociedad rumana.
El título se debe a un episodio en que una anciana trastornada interpela a los protagonistas llamándolos ''craii de Curtea-Veche'', que puede interpretarse al mismo tiempo como "príncipes de la Antigua Corte de Bucarest" o como "tahúres del Antigua Corte", el establecimiento en que se reúnen a charlar y beber.

## Adaptación
En 1995 se estrenó una película dirigida por Mircea Veroiu. 

- Datos: Q645852